# Unione internazionale di cinema amatoriale
L'Unione internazionale di cinema amatoriale, in acronimo UNICA, è un'associazione rappresentata all'UNESCO il cui obiettivo è la promozione del cinema e dei suoi autori in tutto il mondo.

## Descrizione
L'UNICA è un'organizzazione nata nel 1931. Il suo obiettivo è quello di promuovere i film come mezzo di comunicazione internazionale, sostenendo la cooperazione culturale internazionale tra le federazioni affiliate all'UNESCO. Nel 1938, l'organizzazione fondò una cineteca. Attualmente la cineteca contiene all'incirca 1200 film e video; il più antico di questi risale al 1935.
Dal 1931, ogni anno l'UNICA tiene un congresso internazionale in una città di un paese membro dell'organizzazione. All'interno del congresso è compreso un campionato mondiale di cortometraggi suddiviso in due categorie: World Championship (rivolto a registi e videomaker over 25) e UNICA-Jeunesse (rivolto a registi sotto i 25 anni). Le nazioni partecipanti a questa competizione sono: Andorra, Austria, Belgio, Bulgaria, Corea del Sud, Croazia, Estonia, Finlandia, Francia, Georgia, Germania, Italia, Liechtenstein, Lussemburgo, Olanda, Macedonia del Nord, Norvegia, Polonia, Repubblica Ceca, Romania, Russia, Slovacchia, Slovenia, Spagna, Svezia, Svizzera, Tunisia, Ucraina, Ungheria e Regno Unito.